# Kocsord
Kocsord là một thị trấn thuộc hạt Szabolcs-Szatmár-Bereg, Hungary. Thị trấn này có diện tích 25,47 km², dân số năm 2010 là 2828 người, mật độ 111 người/km².